# Visions of Paradise (Mick Jagger)
Visions of Paradise is een nummer van de Britse muzikant Mick Jagger uit 2002. Het is de openingstrack van zijn vierde soloalbum Goddess in the Doorway.
"Visions of Paradise" kende het meeste succes in het Verenigd Koninkrijk, waar het een bescheiden 43e positie haalde. Ook in Duitsland en Zwitserland bereikte het nummer de hitlijsten, maar daar eindigde het niet hoog. In Nederland kwam de plaat tot een 20e positie in de Tipparade.